# ルアーン・スミス
ルアーン・スミス（Ruan Smith、1990年1月24日 - ）は、ユナイテッド・ラグビー・チャンピオンシップライオンズに所属するラグビー選手。

## プロフィール
- 南アフリカ・北西州出身[1]。
- ポジションはプロップ(PR)。
- 身長 188cm、体重 123kg

## 略歴
13歳からラグビーを始めた。
パールジム高校、サザンクイーンズランド大学、フォース、ブランビーズを経て、2015年、トヨタ自動車ヴェルブリッツ(現・トヨタヴェルブリッツ)に加入。同年11月14日に行われたジャパンラグビートップリーグ第1節のヤマハ発動機ジュビロ戦に先発出場で日本での公式戦初出場を果たす。 
2017年12月にはサンウルブズの2018年スコッドに選ばれたが、2018年2月には家族の事情で離脱。同年、レッズに加入。
その後レベルズ、レッズを経て、2020年、LAギルティニスに加入。
2021年、ワラターズに加入。
2022年、ライオンズに加入。